# Malvín Norte
Malvín Norte és un barri de l'est de Montevideo, Uruguai. Limita amb la Unión a l'oest, Maroñas al nord, Las Canteras a l'est, i Malvín i el Buceo al sud. És seu de la Facultat de Ciències de la Universitat de la República.